# Quàntic de flux magnètic
| Valors CODATA | Valors CODATA             | Unitats |
| ------------- | ------------------------- | ------- |
| Φ 0           | 2.067833 848 ... × 10 −15 | Wb      |
| K J           | 483597 ,8484... × 10 9    | Hz / V  |
| K J-90        | 483597 ,9 × 10 9          | Hz / V  |

El flux magnètic, representat pel símbol Φ, enfilant algun contorn o bucle es defineix com el camp magnètic B multiplicat per l'àrea del bucle S, és a dir Φ = B ⋅ S. Tant B com S poden ser arbitraris, és a dir, Φ també ho pot ser. Tanmateix, si es tracta del bucle superconductor o d'un forat en un superconductor a granel, el flux magnètic que enfila aquest forat/bucle es quantifica. El quàntic de flux magnètic (superconductor) Φ0 = h/(2e) ≈ 2.067833 848 ... × 10 −15 Wb [1] és una combinació de constants físiques fonamentals: la constant de Planck h i la càrrega de l'electró e. El seu valor és, per tant, el mateix per a qualsevol superconductor. El fenomen de la quantificació de flux va ser descobert experimentalment per BS Deaver i WM Fairbank i, independentment, per R. Doll i M. Näbauer, el 1961. La quantificació del flux magnètic està estretament relacionada amb l'efecte Little–Parks, però va ser predita anteriorment per Fritz London el 1948 utilitzant un model fenomenològic.

.Relació entre el flux magnètic a través d'una superfície i el camp B.

La inversa del quàntic de flux, 1/Φ0, s'anomena constant de Josephson i es denota KJ. És la constant de proporcionalitat de l'efecte Josephson, que relaciona la diferència de potencial a través d'una unió Josephson amb la freqüència de la irradiació. L'efecte Josephson s'utilitza molt àmpliament per proporcionar un estàndard per a mesures d'alta precisió de la diferència de potencial, que (de 1990 a 2019) es van relacionar amb un valor fix i convencional de la constant de Josephson, denotada K J-90. Amb la redefinició de 2019 de les unitats base SI, la constant de Josephson té un valor exacte de KJ = 483.597,84841698... GHz⋅V−1 483.597,84841698... GHz⋅V−1 483.597,84841698... GHz⋅V−1, que substitueix el valor convencional KJ-90 .